# Потрухи

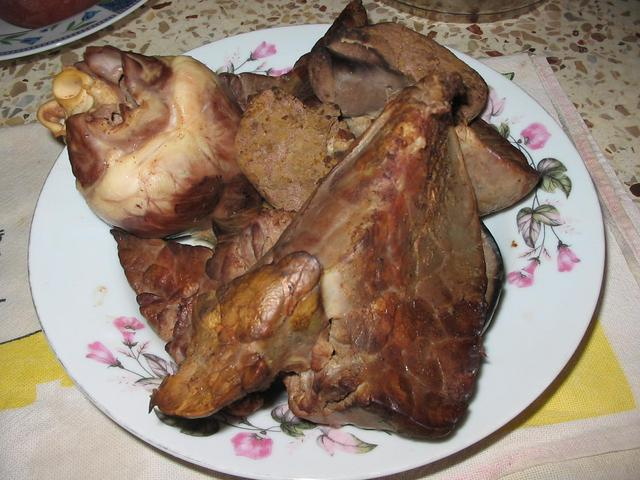
Відварені волове серце, печінка та легені

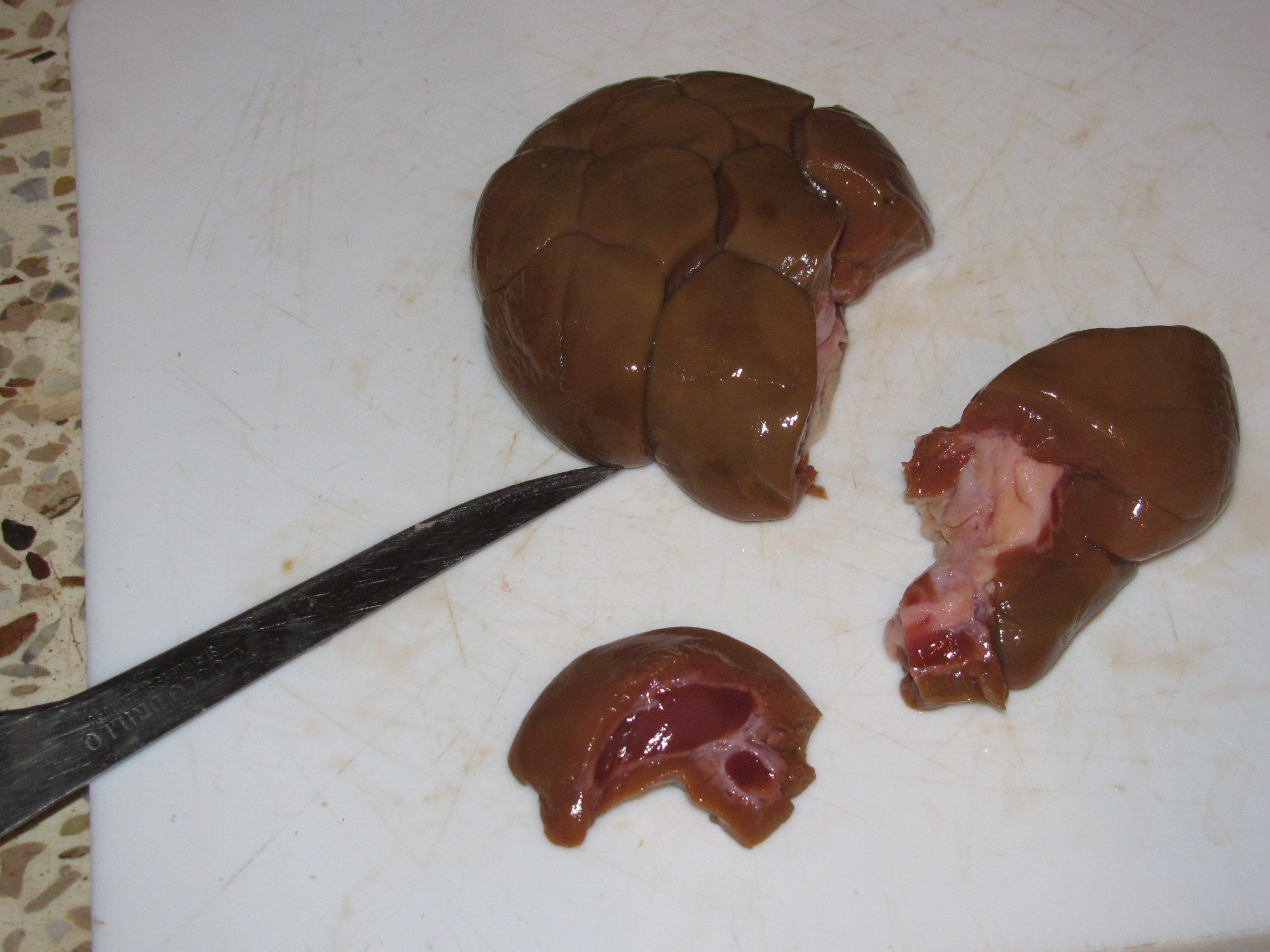
Підготовка яловичих нирок для приготування солянки

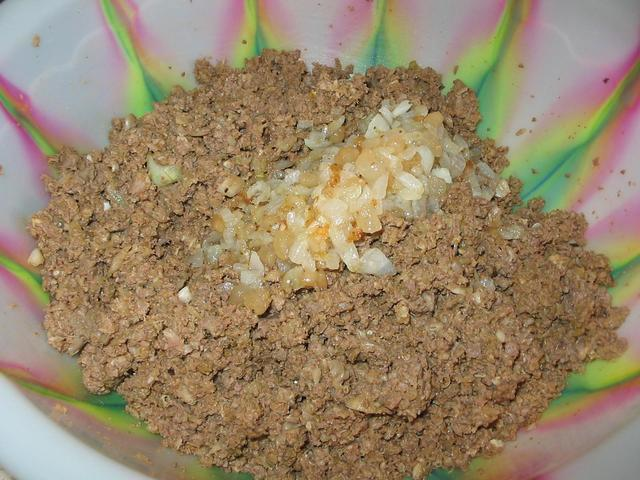
Начинка з ліверу та смаженої цибулі для приготування вареників

По́трухи або лі́вер (від англ. liver — печінка) — нутрощі свійської худоби та птиці, які використовують у кулінарії для приготування різноманітних страв.
До його складу входить печінка, нирки, серце, легені, шлунок, рубці, флячки, сальник, вим'я.
Харчова та кулінарна цінність різних частин ліверу неоднакова. З них найцінніша печінка, з якої виготовляють паштети, консерви та інші страви. Нирки використовують для приготування супів (солянок), тушкованих страв.
Серце, шлунок, рубці, флячки використовують для приготування інших страв, начинки для пиріжків. Сітку використовують як обгортку для приготування запіканок з м'ясною чи круп'яною начинками. Також з ліверу виготовляють паштетні та ліверні ковбаси, начинку для вареників.
Є досить корисним продуктом для дітей, у ньому міститься велика кількість вітаміну D.